# Fórum Internacional Software Livre

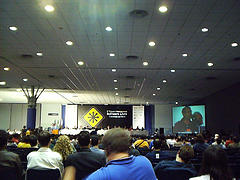
Encerramento do Fórum de 2004 com a apresentação do Creative Commons Brasil.

O Fórum Internacional de Software Livre acontece anualmente na cidade de Porto Alegre, RS, Brasil, é considerado um dos maiores do mundo na área por proporcionar discussões técnicas, políticas e sociais sobre software livre de forma integrada e através de palestras, reuniões e afins são abordadas novidades nacionais e internacionais do segmento software livre.
É organizado pela "Associação SoftwareLivre.org" (ASL).

## Edições do FISL

### FISL 18
O FISL 18 aconteceu de 11 a 14 de Julho de 2018 no Centro de Eventos da PUCRS, em Porto Alegre FISL 18 [carece de fontes?]

### FISL 17
O FISL 17 aconteceu de 13 a 16 de Julho de 2016 no Centro de Eventos da PUCRS, em Porto Alegre. Contou com 3937 participantes.
Foram 492 palestrantes, 72 caravanas e 462 atividades, entre palestras, oficinas e debates,  totalizando 519 horas de atividades realizadas. Contou com 167 voluntários, 44 expositores, 35 patrocinadores, 13 comunidades.  Participaram representantes de 26 estados brasileiros, além do Distrito Federal, e de 21 países como Alemanha, Angola, Argentina, Burundi, Colômbia, Costa Rica, Cuba, Equador, Finlândia, França, Irlanda, México, Paraguai, Polônia, Reino Unido, Suécia, Suíça, Estados Unidos, Uruguai, Venezuela e Zimbábue. A A Caravana mais distante, a IFRN - GIGTI,  veio de Natal, Rio Grande do Norte e a maior Caravana foi a do IF Farroupilha, com 73 participantes.
Foram 89.981 visualizações nas palestras on-line, pela TV Software Livre.
Na programação, foram incluídos 5 minieventos, cuja programação foi totalmente feita pelas comunidades: Mozilla Brasil, KDE-Engrenagem, Postgresql - PGDay POA, DrupalCamp POA e Python PYLadies.
A Solis, cooperativa de software livre, mais uma vez foi a responsável pela infraestrutura do FISL, que contou com o SEGUE (Sistema de Eventos), o Makadu e o Noosfero.
O tema principal foi a Internet das coisas, lá alternativamente referida como "Internet das Pessoas". E o movimento maker foi destaque, com assuntos sobre robótica, Scratch, Metareciclagem, drones, Arduino e Impressoras 3D.
E a Sala Paulo Freire, dedicada à Educação mais uma vez brilhou com as discussões que envolvem o ensino e a utilização da tecnologia na educação.
O FISLINHO, o espaço infantil do FISL, contou com arte, cultura e tecnologia para crianças, em parceria com a Alice.
Um aspecto importante foram as doações, que complementaram os recursos necessários para a realização do FISL17 - foram 430 doadores.
Dois legados importantes: o falecimento do famoso hacker Ian Murdock e de Luiz Waldow (um dos fundadores da ASL).

### FISL 16
O FISL 16 aconteceu de 8 a 11 de Julho de 2015 no Centro de Eventos da PUCRS, em Porto Alegre. Contou com 5281 participantes, sendo 25% mulheres, uma  marca histórica no evento.
Foram 73 caravanas e 406 palestras, totalizando 581 horas de atividades realizadas. Participaram representantes de 20 estados brasileiros, além do Distrito Federal, e de países como Estados Unidos, Uruguai, Argentina, Chile, Cingapura, França, Alemanha, Guatemala, Itália, Letônia e Espanha. A A Caravana mais distante veio de Salvador, Bahia e a maior Caravana foi a da UFSM, Santa Maria com 71 participantes.
O evento apresentou o que há de mais novo em tecnologias livres. Um dos principais temas debatidos foi a privacidade e a segurança no contexto das redes federadas. Entre as grandes personalidades que prestigiaram o Fórum, destacamos o Ministro Miguel Rossetto, da Secretaria Geral da Presidência da República do Brasil, que destacou a relevância da utilização do software livre, além de lembrar que o Marco Civil da Internet surgiu no FISL e hoje é uma realidade no País; e o prefeito de Porto Alegre José Fortunati, que realizou diversas atividades durante o evento.
Assim como no ano anterior, mais uma vez a moeda digital Bitcoin ocupou importante papel de destaque, com a realização de algumas palestras sobre o assunto.
Nesta edição o FISL optou por usar o Makadu, um aplicativo livre para eventos que permitiu aos participantes acessar a programação atualizada, tirar dúvidas, avaliar palestras e ter acesso ao conteúdo do palestrante.
O site do FISL reuniu 109.378 visitantes únicos, 1.293.241 visualizações de páginas. O evento alcançou 35 citações em mídia impressa, 240 citações em mídia digital e 34 inserções em rádios e TVs.
A 16ª edição do FISL homenageou e foi dedicada a um dos idealizadores do fórum, Ronaldo Lages, falecido no início de 2015.

### FISL 15
O FISL 15 aconteceu de 7 a 10 de maio de 2014 no Centro de Eventos da PUCRS, em Porto Alegre. O evento teve 6.017 participantes e disponibilizou 557 atividades distribuídas em 16 salas durante os 4 dias de evento. Foram 388 palestras que totalizaram 508 horas.
O evento contou com a participação de 23 patrocinadores, 58 expositores e 16 Grupos de Usuários.
A caravana com o maior número de participantes do Rio Grande do Sul foi a UFSM - CAFW Frederico_Westphalen, com 108 participantes.
A caravana com o maior número de participantes é oriunda do SENAI Jaraguá do Sul (SC) com 50 presentes.
A caravana brasileira que percorreu o maior trajeto para participar e prestigiar o evento é oriunda do IF, da cidade de Pau dos Ferros, Estado do Rio Grande do Norte com 19 participantes.
A participação da comunidade estrangeira teve representação dos seguintes países(em ordem alfabética): Alemanha, Argentina com nove representantes, Bélgica, Canadá, Dinamarca, Equador, Estados Unidos com vinte e um representantes, França, Holanda, Índia, Itália, México com oito representantes, Paraguai, Peru, Portugal, Reino Unido, Rússia, Suíça, Uruguai com dezesseis representantes e Venezuela.
Uma das maiores autoridades mundiais em Software Livre, Jon "Maddog" Hall, que palestrou no evento destacou a importância para os jovens da implantação da política de códigos abertos na Internet.
A moeda digital Bitcoin também foi destaque nesta edição do FISL, com a realização de palestras do professor da UnB Pedro Rezende e do administrador da comunidade Bitcoin Brasil Wladimir Crippa.
Dados de Internet durante os 4 dias de evento
- Pico de download alcançado: 180 Mbps (Mega bits por segundo)
- Total de dados trafegados com a Internet: 1,75 Terabytes sendo 20% em IPv6
- Número de URLs diferentes requisitadas: 181000
- Número de salas com streaming: 7
- Número de visualizações de palestras online pela TV Software Livre: 60177 hits
- Número de hits da rádio Software Livre: 20392 hits
- Número de horas de palestras gravadas e transmitidas: 250h
- Quantidade de dados de streaming gravados: 18GB (Giga bytes)
- Quantidade de dados de streaming transmitidos para a Internet: 400GB (Giga bytes)

### FISL 14
O FISL 14 aconteceu de 3 a 6 de julho de 2013 no Centro de Eventos da PUCRS, em Porto Alegre. O número de participantes foi de 7.217. O tema principal foi  Segurança e Privacidade: o Software Livre na luta contra a Espionagem.
Dentre os destaques da programação, a zona Aaron Swartz homenageou o jovem militante da cultura livre.  A preocupação em relação às práticas da espionagem internacional através da Internet se fez presente, proporcionando debates justamente num momento emblemático do país, quando a população tomou as ruas exigindo mudanças no sistema político do Brasil. O público ainda contextualizou discussões a respeito do vazamento de informações do caso Snowden, em que o ex-técnico da CIA revelou que os Estados Unidos possuem uma ação de vigilância e controle dos dados dos usuários em redes sociais, e-mails e telefones.
Esta edição também foi marcada pela realização de um hackathon, maratona de desenvolvimento de projetos de software utilizando como base dados governamentais abertos, organizado pelo Ministério da Ciência, Tecnologia e Inovação (MCTI).
O encerramento do evento foi palco de uma intervenção do fundador das bases do Movimento Software Livre, Richard Stallman. Além dele, estiveram presentes personalidades como Jon 'Maddog' Hall, Valerie Aurora, Tobias Andersson, Sterling Allan, Italo Vignoli, Alexis Rossi, Mitch Altman, Luciana Fuji, Sérgio Amadeu da Silveira, Michelle Torres, Laura Marotias, Marcelo D'Elia Branco, Humberto Borba, Cícero Morais, Lincoln de Souza, Pedro Rezende, Lucas Rocha, Marcos Mazoni e Alessandro de Oliveira Faria.
Números do FISL14:
Caravanas: 98
Maior Caravana: SI - ESUCRI - Líder: Fernando Del Moro - Criciúma/SC
Caravana mais distante: Norte Livre-mcp - Macapá - Amapá
Caravanas estrangeiras: 4 Caravanas do Uruguai (meetupUy, CESoL, Centro Linux, IFSUL Lvto) 1 caravana da argentina (SOLAR - Argentina), 2 caravanas do Paraguai (F.P.U.N.E. Paraguay e latinowere).
Expositores:
- 97 Expositores, dentre eles 33 grupos de usuários
- 223 integrantes de GUs (179 homens, 44 mulheres)

Palestras+ de 600 horas de atividades
- + de 500 palestrantes
- + de 80 atividades gratuitas na Agenda Livre (Robótica, Educação e Espaço Multiúso)

GT-Infra
* Este ano não teve uma estrutura de redes centralizada. A infra de redes cabeada e a infra de redes wireless foi segmentada. Os dados abaixo são só da rede cabeada:
- Pico de download alcançado: 280 Mbps (Mega bits por segundo)
- Total de dados trafegados: * 1,4 Tera bytes sendo 10% em IPv6 (rede cabeada)
- Número de salas com streaming: 8
- Número de visualizações de palestras online pela TV Software Livre: 67800 hits
- Número de hits da rádio Software Livre: 24700 hits
- Número de horas de palestras gravadas e transmitidas: 280hBobina de Tesla apresentada na edição 14 do FISL.

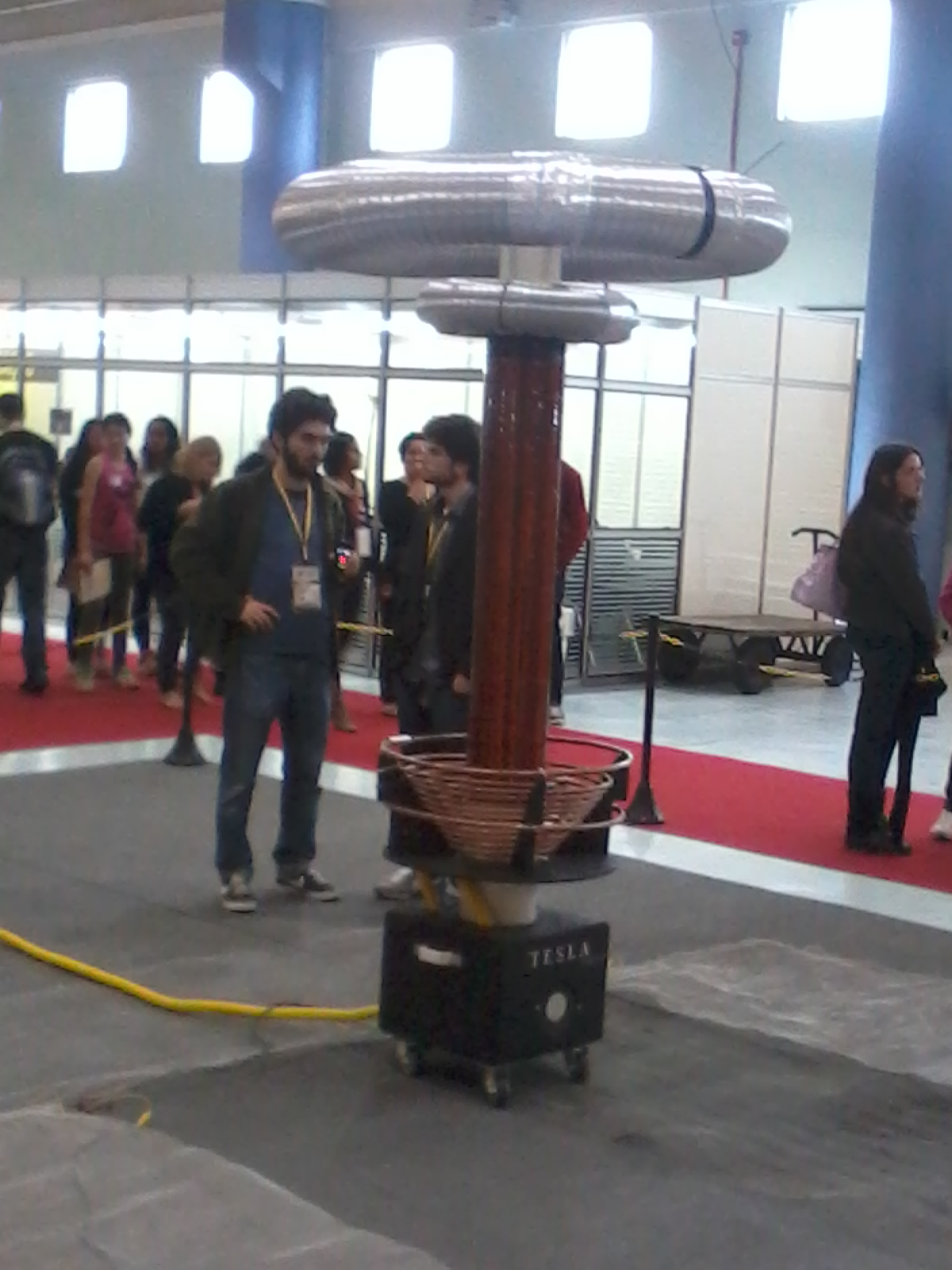
Bobina de Tesla apresentada na edição 14 do FISL.

### FISL 13
A 13ª edição do FISL aconteceu de 25 a 28 de julho de 2012, no Centro de Eventos da PUCRS, em Porto Alegre. O principal tema abordado foi o Cooperativismo, marcando o Ano Internacional das Cooperativas. Foi realizada pela segunda vez o concurso cultural que escolheu a identidade visual do evento, tendo como ganhador o projeto de Agatha Marques, que misturava temas de sustentabilidade e colaboração com elementos típicos do ambiente de tecnologia. Foi a primeira vez que se realizou em um FISL uma Rodada de Negócios e Competências Livres, que reuniu 57 empresas e profissionais autônomos em rodas de negociação.
Pelo terceiro ano contou-se com profissionais que fizeram a tradução simultânea das palestras e atividades para a Língua Brasileira de Sinais (LIBRAS). Os intérpretes receberam os participantes que necessitaram de tradução no primeiro dia do Fórum e definiram com eles quais palestras seriam atendidas, de acordo com o interesse.
Entre os principais palestrantes, estiveram Rick Falkvinge, da Suécia, entusiasta e militante dos Partidos Piratas ao redor do planeta; Alexandre Oliva (Brasil), ativista pela liberdade de software e pelo software livre; fundador e conselheiro da FSFLA, Fundação Software Livre América Latina; Jean Baptiste Kempf (França), desenvolvedor e músico, presidente da VideoLAN, comunidade de software livre que desenvolve projetos de vídeo — entre eles, o VLC; Jon Maddog Hall (EUA), presidente fundador da Linux International; Amir Taaki (Inglaterra), desenvolvedor de games e outros softwares, responsável pelo desenvolvimento do projeto Bitcoin, e Deborah Bryant (EUA), defensora do open source e consultora de governos ao redor do mundo, reconhecida por seu trabalho de incentivo ao uso do software livre no setor público.
Em 2013 o FISL também contou com a presença do Ônibus Hacker, que contou com uma programação própria, com palestras e exibições de vídeos, além de oficinas que mostraram alternativas de edição de fotos, vídeos e som com softwares livres.
Uma arena em um espaço de destaque dentro da feira centralizou as ações do GT-Cultura e recebeu debates e desconferências. No  Espaço Multiuso, os participantes puderam inscrever as suas atividades e ocupar livremente os horários vagos, contando com estrutura de projetor multimídia, arquibancada e equipamento de som.
Em 2012, o GT-Educação apresentou 80 atividades na grade de programação do Fórum, entre elas oficinas que ensinam a criar videoaulas, cursos à distância com redes sociais livres, lousas interativas e bate-papos sobre o desenvolvimento de softwares educacionais. Ganhou uma sala exclusiva bem no meio da feira, que levou o nome do mais célebre educador brasileiro, Paulo Freire, com programação voltada aos educadores e aos aprendizes. O Espaço Paulo Freire contou com livre acesso dos visitante.
Pela primeira vez o FISL recebeu a DrupalCamp POA 2012. O evento foi dedicado ao compartilhamento de conhecimentos em torno do CMS Drupal. Programadores, webdesigners e entusiastas de software livre ministraram palestras e atividades com o intuito de atualizar a comunidade e apresentar a plataforma para os interessados em conhecê-la melhor.
A 13ª edição do Fórum Internacional Software Livre também foi palco da redação e divulgação da “Carta do fisl13”, endereçada à Presidência da República. No documento, em nome da comunidade software livre brasileira, a Associação Software Livre.Org manifestou-se em relação às políticas públicas na área de T.I. e internet implementadas pelo governo Dilma, no sentido de restabelecer a interlocução com governo, na expectativa de somar esforços em prol da manutenção da inovação tecnológica, bem como de estratégias de democratização do conhecimento através da Inclusão Digital.
Números do Fisl13
- Participantes: 7.709
- Estados brasileiros: 25
- Países: 23
- Grupos de Usuários: 41
- Caravanas: 94
- Trilhas: 21
- Submissões de Propostas: 875
- Palestras realizadas: 452
- Palestrantes: 584

- Total de tráfego: 1,43 terabytes
- Wireless trafegou: 130 GB
- Pico de tráfego: 508 Megabits por segundo
- Máximo de hosts simultâneos: 740
- Visualizações de páginas: 2.064.679
- Total de dispositivos conectados à rede: 4220

Patrocinadores: 20
Mostra Projetos Livres: 18
Mostra Inovação: 10
Parceiros Institucionais: 12
Expositores: 98
Equipe da organização: 52

### FISL 12
A 12ª edição do Fórum Internacional Software Livre aconteceu de 29 de junho a 2 de julho de 2011 e o tema central foi a Neutralidade na Rede, porque acredita-se que os conteúdos devem estar igualmente acessíveis a qualquer pessoa sem interferências no tráfego online, seguindo o tema deste ano, foi criado um concurso para escolha da logomarca a ser utilizada na programação visual do evento, a arte de Rafael Greque foi escolhida por votação entre os associados da ASL. O tema das liberdades também permeou diversas discussões, sempre com a preocupação em debater e contribuir para evolução sociocultural e tecnológica do País, além de oportunizar aos interessados o aprendizado e a atualização em relação ao uso do software de código aberto e livre em diversas áreas. O evento ainda ofereceu aos inscritos a oportunidade de participarem de  palestras, oficinas e workshops sobre temas como mobilidade, software livre na educação, robótica, redes livres, cultura livre, inclusão digital e mulheres na TI.
Todos os anos representantes do poder público gaúcho e nacional passam pelo FISL e reforçam o compromisso com o software livre. Foi assim quando o então presidente da República, Luiz Inácio Lula da Silva esteve no FISL, em 2009. Nesta edição, o fisl contou com a presença do ministro da Ciência de Tecnologia, Aloizio Mercadante, do Governador do Estado do RS,Tarso Genro, do prefeito de Porto Alegre, José Fortunati, do presidente do Serviço de Processamento de Dados do Governo Federal (Serpro), Marcos Mazoni, além de várias outras autoridades.
Audiência Pública - o ministro da Ciência de Tecnologia, Aloizio Mercadante, participou de audiência pública com organizadores do FISL, integrantes do movimento Transparência Hacker, desenvolvedores das comunidades Ubuntu, Debian, Slackware, ODF, entre outros grupos, debatendo como os hackers podem aumentar a transparência dos governos e o desenvolvimento tecnológico.
Os números do fisl12:
- Participantes: 6.914
- Estados brasileiros: 25 +DF
- Países: 13
- Grupos de Usuários: 40
- Caravanas: 58
- Trilhas: 21
- Submissões de Propostas: 581
- Palestras realizadas: 352
- Palestrantes: 521
- Total de tráfego: 391 GB
- Wireless trafegou: 104 GB
- Pico de Tráfego: 151 mega bits por segundo
- Máximo de hosts simultâneos: 267
- Visualizações de páginas: 311.922
- Patrocinadores: 28
- Mostra de soluções: 21
- Apoiadores: 6
- Expositores: 26
- Equipe da organização: 217

### FISL 11
A  edição do fórum ocorreu entre os dias 21 a 24 de julho de 2010. Ao todo foram 7.511 participantes que circularam entre a Mostra de Soluções e Negócios Livres e a Feira do fisl, que se dividiram entre palestras, workshops, oficinas, e debates. O fisl11 teve mais de 500 atividades, superando todos as outras edições. A inovação começou com o processo de seleção das palestras, que envolveu a participação do inscritos na construção da programação. Essa foi também a primeira vez que fisl ofereceu tradução em libras, visando ao acesso de toda
a sociedade. As atividades do Festival de Cultura Livre ganharam mais espaço, uma iniciativa de ampliar os debates sobre liberdade e compartilhamento em outras áreas do conhecimento. Além do recorde de atividades, o fisl11 também teve recorde de participação de voluntários, foram 84 pessoas que ajudaram a construir o maior evento de software livre da América Latina junto com as equipes da organização. As presenças das já tradicionais Caravanas e Grupos de Usuários de várias partes do Brasil e do exterior confirmam o sucesso do evento repetido ano após ano. Até o último dia do Fórum, o site do fisl11 obteve 2 milhões de pageviews.
Palestraram no evento especialistas em Software Livre como o diretor executivo da Linux Internacional John "Maddog" Hal, o desenvolvedor Jon Philips, o diretor executivo da Fundação Mozilla Mark Surman, e o especialista em GIT Scott Chacon.

### FISL 10
Nesta edição do fórum aconteceu de 24 a 27 de junho de 2009, marcada pela presença de nomes como Jon "maddog" Hall, Richard Stallman e Peter Sunde, criador do The Pirate Bay, famoso portal de compartilhamento de arquivos torrent. Com 8232 inscritos, foi o maior FISL de todos os tempos. A foto do Presidente Lula abraçando Peter Sunde feita por Mariel Zasso deu a volta na Blogosfera.
Obs: Neste ano, o nome do evento em forma de versões foi abandonado, dando lugar à numeração normal.

### FISL 9.0
A edição do fórum realizada em 2008 teve mais de 7417 inscritos provenientes de 21 países. Foi marcado pela presença de empresas como a Sun Microsystems, Google e Intel e de personalidades como Jon "maddog" Hall da Linux International, e Louis Suarez-Potts da OpenOffice.org. O evento foi realizado no Centro de Eventos da Pontifícia Universidade Católica do Rio Grande do Sul (PUCRS) .

### FISL 8.0
A edição de 2007 foi marcada pela presença de empresas como a Sun Microsystems, IBM e Intel e de personalidades como Jon "maddog" Hall da Linux International, Keith Packard da X.org, Simon Phipps da Sun e Louis Suarez-Potts da OpenOffice.org. Foram 5363 participantes inscritos. O evento foi realizado no Centro de Eventos FIERGS. Foram realizados 19 atividades de mobilização para o fisl8.0, entre eventos de software livre, palestras, promoções, cursos e visitas institucionais, em várias cidades do Brasil.
Entre os destaques, pode-se citar que a coordenadora pedagógica do projeto piloto OLPC (One Laptop Per Child), realizado no Laboratório de Estudos   Cognitivos da UFGRS, Léa Fagundes, apresentou o protótipo do laptop desenvolvido para crianças da rede de ensino público. Paul Singer, Secretário Nacional de Economia Solidária do Ministério do Trabalho e Emprego e o Edgar Piccino, Assessor do Diretor Presidente do ITI Casa Civil/Presidência da República fizeram uma reflexão sobre as práticas da Economia Solidária com os princípios do Software Livre No painel “Comunicação  Digital  e  a  Construção do Commons: Redes Virais, Espectro Aberto e Novas Formas de Regulamentação", o sociólogo Sérgio Amadeu da Silveira, o jornalista Gustavo Gindre, o membro do Intervozes João Brant o diretor executivo da Linux Internacional, Jon "maddog" Hal, diretor executivo da  Linux International debateram  as profundas mudanças que as tecnologias digitais colocam no cenário das comunicações e das telecomunicações.

### FISL 7.0
A edição de 2006 aconteceu nos dias 19, 20, 21 e 22 de abril e destacou-se pela presença de Richard Stallman e pelas discussões sobre a GPLv3. Como destaques é importante citar as discussões sobre inclusão digital, palestras técnicas sobre uso de softwares e encontros comunitários sobre comunicação e participação popular. É possível encontrar mais informações no site do fisl 7.0.
Ao todo, participaram 3.385 pessoas (83,82% homens e 12,67% mulheres), 445 palestrantes, 119 jornalistas e 550 expositores. Participaram palestrantes de 10 países.

### FISL 6.0
A edição de 2005 contou com mais de 4.300 inscritos, de acordo com o site oficial. Ocorre a integração de novos módulos ao sistema de gerenciamento de eventos. Chamam-se definitivamente GREVE e PAPERS.
Nesse mesmo ano a coordenação resolve abandonar a numeração romana para o nome do evento e adotar a nomeação de "versões". Neste ano, visando auxiliar comunidades indígenas e remanescentes de quilombos no Rio Grande do Sul, foi cobrado junto à inscrição a quantia de R$ 3,00, que foi revertida na compra de alimentos a doados a essas comunidades.
Na programação foram apresentadas palestras técnicas, painéis e casos nas áreas bancária, de saúde, de educação, de gestão municipal, de hardware, redes e segurança, demonstrando a grande evolução na oferta de aplicativos ocorridas nos últimos anos e análises das tendências projetadas para os próximos anos.
Participaram ao todo 2.715 pessoas (82,96% homens e 13,54% mulheres), 222 palestrantes, 298 acadêmicos, 81 jornalistas, 500 expositores e circularam na feira cerca de 4.400 pessoas. Foram representados 23 países

### V FISL

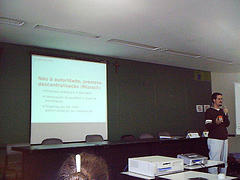
Palestra Cultura hacker no Fórum de 2004

O V FISL aconteceu de 02 a 5 de Junho de 2004 na PUCRS. Surge o sistema "Papers" como atualização do antigo sistema de eventos. Na edição de 2004, o Fórum reuniu representantes de mais de 35 países, todos os Estados brasileiros e mais o Distrito Federal. Foram mais de 300 palestrantes, 1.014 empresas e instituições representadas e 4.854 congressistas.

### IV FISL
O IV FISL aconteceu no Centro de Eventos da Pontifícia Universidade Católica do Rio Grande do Sul (PUCRS) nos dias 5, 6, e 7 de Junho de 2003, em Porto Alegre.
Contando com a presença de mais de 4.000 pessoas e de convidados ilustres como Sérgio Amadeu (Presidente do ITI - Presidência da República) e Miguel de Icaza (GNOME Foundation), o evento teve como linha temática principal o uso de Softwares Livres nos meios privado e governamental. Foi a primeira edição que utilizou um sistema exclusivo de gerenciamento de eventos para palestrantes, inscritos e gestão da grade de programação (chamado YES! Eventos).

### III FISL
Edição de 2002 aconteceu nos dias 2, 3 e 4 de Maio. Realizada no Centro de Eventos da Pontifícia Universidade Católica do Rio Grande do Sul (PUCRS). Os principais assuntos foram o uso do software livre no setor público, relatos e estudos de caso sobre uso em empresas, tutoriais técnicos e debates sobre a difusão de SL em universidades.

### II FISL
A segunda edição do FISL foi realizada nos dias 29, 30 e 31 de maio de 2001 na Universidade Federal do Rio Grande do Sul. A abertura oficial contou com a presença do Governador do Rio Grande do Sul, e Presidente da Assembleia Legislativa do Estado do RS, Unesco, Prefeitos, Universidades e ONGs. A palestra principal foi sobre Licença de Software e Liberdade, de Timothy Ney, Executivo da Free Software Foundation - EUA. Outras temas abordados foram segurança corporativa e individual, uso de SL nas forças armadas e computadores populares.

### I FISL
A Primeira edição do fisl aconteceu nos dias 4 e 5 de maio do ano 2000, no Salão de Atos da Reitoria da Universidade Federal do Rio Grande do Sul (UFRGS). As principais atividades foram relacionadas a apresentação de estudos de caso de utilização de SL e de conceitos de Software Livre.
A primeira edição surgiu a partir da ideia de alguns ativistas, que já acumulavam experiência na administração pública, onde buscavam construir alternativas livres na Administração Popular de Porto Alegre. Entre os pioneiros, ativistas como Marcelo D'Elia Branco, Mario Teza e Ronaldo Lages.

## Workshop de Software Livre (WSL)
O Workshop de Software Livre (WSL) é um Evento de software livre de caráter acadêmico e científico de periodicidade anual, que integra o Fórum Internacional Software Livre (FISL) e ocorre desde 2000 em Porto Alegre, no Rio Grande do Sul. O WSL tem o apoio da Sociedade Brasileira de Computação (SBC) e mantém-se alinhado com os objetivos do FISL oferecendo oportunidade para que professores, pesquisadores, alunos e demais profissionais apresentem trabalhos de cunho científico, desenvolvidos em seus centros de pesquisa, empresas ou universidades, usando ou produzindo software livre.
O evento recebe artigos de cunho acadêmico/científico originais, que tratem de trabalhos concluídos ou em andamento, relacionados com pesquisas ou casos de sucesso envolvendo software livre. Os artigos são avaliados por um corpo de revisores atuantes, considerando o mérito técnico e a relevância do trabalho para o evento. Os artigos aceitos são publicados nos anais da conferência.